# Charles Wilson (homme politique américain)
Pour les articles homonymes, voir Charlie Wilson, Charles Wilson et Wilson.
Charlie Wilson, né Charles Nesbitt Wilson le 1er juin 1933 à Trinity (Texas) et mort le 10 février 2010 à Lufkin (Texas), est un militaire et homme politique américain.
Ancien officier de l'U.S. Navy, il a été représentant fédéral sous l'étiquette démocrate du 2e district du Texas de 1973 à 1997 et l'un des acteurs importants du programme afghan durant la Guerre d'Afghanistan (1979-1989). Il fut auparavant membre de la Chambre des représentants du Texas et du Sénat de l'État. Le film La Guerre selon Charlie Wilson lui est consacré.

## Biographie

### Jeunesse et formation
Né dans la petite ville de Trinity, dans le comté de Trinity au Texas, Charles Wilson obtient un baccalauréat en 1951 à la Trinity High School. Au cours de ses études à l'université d'État Sam Houston de Huntsville, il est approché par l'Académie navale d'Annapolis, où il obtient un diplôme de sciences en 1956.
Entre 1956 et 1960, il sert dans la Navy comme lieutenant sur un navire. Il est ensuite nommé au département de la Défense dans une unité de renseignement du Pentagone qui évalue les forces nucléaires de l'Union soviétique. Il y reçoit le second plus haut niveau de sanctions disciplinaires dans l'histoire de la Navy[réf. nécessaire].

### L'entrée en politique
La première action politique de « Charlie » Wilson remonte à l'adolescence, à treize ans, avec une campagne contre son voisin Charles Hazard, élu municipal sortant. Son chien était entré dans son jardin, où l'élu avait déposé un mélange de nourriture pour chien et de verre pilé ; son absorption entraîna des blessures mortelles au chien.
Fils d'un fermier, Charles Wilson pouvait conduire des véhicules agricoles depuis l'âge de 13 ans. Le jour du vote, il conduisit 96 électeurs, principalement des Noirs, entre les quartiers pauvres et les urnes. À la descente du véhicule, il expliquait que sans vouloir influer leur vote, son chien avait été empoisonné par Charles Hazard. Celui-ci fut battu de seize voix, et Charles Wilson se rendit chez son voisin pour lui dire qu'il ne devrait plus empoisonner de chiens.
Une fois adulte, Wilson resta en dehors de la politique, jusqu'à ce qu'il milite pour la campagne présidentielle de John F. Kennedy. En 1960, après avoir pris 30 jours de congés à la Navy, il se présente à la Chambre des représentants du Texas, dans son district natal. Cette candidature est contraire aux règles de la Navy, qui interdisent la détention de charges publiques durant le service actif. Tournant le dos à cette règle, Charlie Wilson organise une campagne de porte à porte avec sa famille et ses amis. Élu en 1961, à 27 ans, il prête serment à Austin.

### Un parlementaire local actif
Durant les douze années suivantes, Wilson se crée au parlement texan une réputation de « libéral de Lufkin », observé avec suspicion par les intérêts économiques. Il ferraille pour la régulation des services publics, pour l'adoption du Medicaid ou d'exonérations d'impôts pour les personnes âgées, ainsi qu'en faveur d'une loi sur le salaire minimum. Sans succès, il participe à la campagne pour le Equal Rights Amendment (pour inscrire l'égalité des sexes dans la constitution américaine). Il est également l'un des rares hommes politiques texans en faveur de l'avortement.
Mais surtout, Charlie Wilson se fait connaître pour sa vie dissolue, en particulier avec l'alcool, et il écope du surnom de « Good Time Charlie ».
En 1972, Charlie Wilson est élu à la Chambre des représentants, dans laquelle il commence à siéger en janvier 1973. Il sera réélu onze fois avant de se retirer lors des élections de 1996, après 25 ans de mandat national.

### Son action en faveur du Gouvernement Somoza au Nicaragua
À la fin des années 1970, il fut un solide partisan du dictateur du Nicaragua Anastasio Somoza. Son admiration pour Somoza ne fut pas égratignée par une tentative du président nicaraguayen de lui offrir un pot-de-vin en liquide lors de leur première rencontre.
Alors que beaucoup considéraient Somoza comme un dictateur corrompu, Wilson le voyait comme un allié des américains, abandonné et trahi, alors que les sandinistes, soutenus par les soviétiques, approchaient du pouvoir. Il tenta une action d'arrière-garde auprès des commissions concernées de la Chambre des représentants pour essayer de sauver Somoza. Il menaça même de couler le controversé traité Torrijos-Carter que négociait l'administration Carter sur le canal de Panama si Somoza n'était pas aidé.
Plus tard, Wilson initia une rencontre entre Somoza et Ed Wilson, un officier de la CIA (condamné depuis pour trafic d'armes). Ed Wilson lui offrit d'organiser une force d'un millier d'anciens agents de la CIA pour combattre au nom de Somoza. La rencontre prit fin quand Somoza fit des caresses inappropriées à Tina Simons, alors petite amie de Charlie Wilson. L'accord ne se concrétisa pas car Ed Wilson réclamait 100 millions de dollars pour financer les hommes.

### Artisan du soutien des États-Unis aux moudjahidins afghans

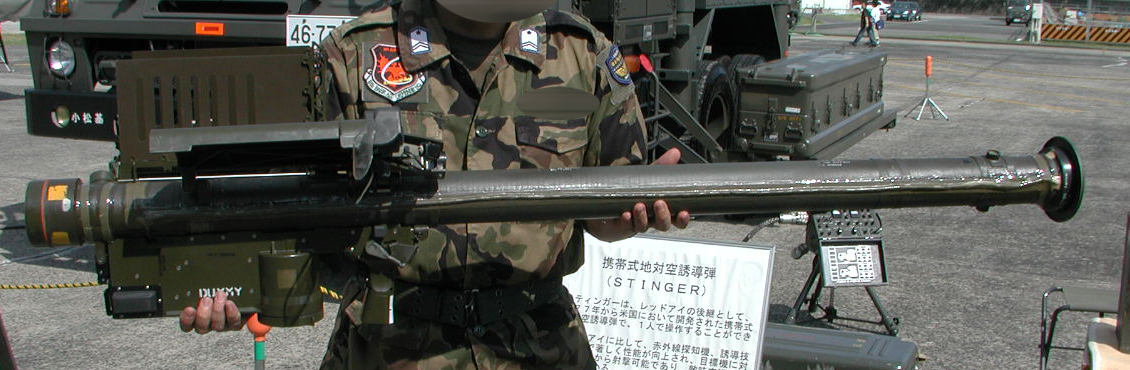
Durant la première guerre d'Afghanistan, les États-Unis ont approvisionné les moudjahidins en grande quantité de FIM-92 Stinger, un lance-missile manœuvré par un seul homme et très efficace contre les hélicoptères soviétiques. Dans les années 2000, un grand nombre de ces armes a été récupéré par les taliban ou des trafiquants d'armes mais leur date limite d'utilisation étant dépassée, peu de tirs de ces engins ont été effectivement recensés.

Au début de l'été 1980, Charlie Wilson lit une dépêche d'Associated Press sur un télex du Congrès, qui décrivait comment des centaines de milliers de réfugiés afghans fuyaient l'Afghanistan. Peu, cependant, y prêtaient attention, y compris le Gouvernement américain. Selon son biographe George Crile, Charlie Wilson téléphona à un membre de la commission des finances du Congrès qui s'occupait des fonds secrets de la CIA, et requit un doublement des sommes affectées pour l'Afghanistan.
Wilson avait été peu de temps auparavant nommé au sous-comité américain des crédits à la Défense (en), où neuf parlementaires de la Chambre des représentants étaient responsables des fonds des opérations secrètes de la CIA. Cela le plaçait en position de force pour imposer ses vues, appuyé par Joanne Herring, qui fut durant plusieurs années consul honoraire représentant le Pakistan aux États-Unis.
Ce ne fut pas la seule fois où Wilson fit fortement augmenter le budget de la CIA pour ses opérations afghanes. En 1983, il emporte l'approbation de plus de 40 millions de dollars américains, avec notamment 17 millions de dollars destinés spécialement à l'achat d'armes antiaériennes (les hélicoptères soviétiques Hind causaient d'importantes pertes aux moudjahidines) . L'année suivante, Wilson fut contacté directement par un agent de la CIA, Gust Avrakotos, qui, brisant le tabou de la CIA de ne pas faire pression sur les parlementaires pour obtenir des budgets supplémentaires, lui demanda 50 millions de plus.

Wilson accepta l'augmentation, et convainquit ses collègues en leur disant que 

« Les États-Unis n'ont rien à voir avec le choix de ces hommes de combattre... Mais nous serons perdus pour l'histoire si nous les laissons combattre avec des pierres. »

 Plus tard, il réussit à utiliser 300 millions de dollars inutilisés par le Pentagone juste avant la fin de l'année budgétaire.
Motivé par la possibilité de faire trébucher l'Union soviétique, Charles Wilson a eu, par son rôle de parlementaire, un rôle significatif sur la conduite du programme afghan. Wilson disait que cette opération clandestine fut un succès car « il n'y a eu ni favoritisme ni manque dommageables ».
Il avait alors l'habitude d'appeler Djalâlouddine Haqqani, qui deviendra l'un des principaux chefs de guerre lors de la seconde guerre d'Afghanistan, la « bonté personnifiée ». Il était également un appui majeur du colonel Imam, agent pakistanais de l'ISI qui formait les moudjahiddines et devint par la suite un soutien important des talibans.
Ses actions vaudront à Charles Wilson de devenir le premier parlementaire américain à recevoir la médaille des services spéciaux de la CIA.

### Une retraite dorée
Une fois retiré du Congrès en 1997, à 64 ans, Wilson s'était installé à Lufkin, au Texas. En février 1999, il a épousé Barbara Alberstadt, une ancienne ballerine qu'il avait rencontrée pour la première fois à une fête à Washington en 1980.
Il semblerait qu'après avoir quitté la Chambre des Représentants, Charlie Wilson fut employé par le Pakistan comme lobbyiste et payé 30 000 dollars par mois. Précédemment, il avait agi au nom de fabricants d'armes israéliens pour reprendre les clients pakistanais de Jack Abramoff.
En septembre 2007, après deux ans d'attente, Charlie Wilson a bénéficié d'une greffe de cœur. Il meurt le 10 février 2010.

## Carrière
- Représentant du 18e district (Trinity) au Parlement du Texas : 1961-1963
- Représentant du 6e district (Lufkin) au Parlement du Texas : 1963-1967
- Sénateur du 3e district au Sénat du Texas : 1967-1973
- Représentant du 2e district du Texas à la Chambre des représentants : 1973-1997